# Takumi Abe
Takumi Abe (阿部 巧 Abe Takumi?, Ōta, Tokio, 26 de mayo de 1991) es un futbolista japonés que se desempeña como defensa, actualmente juega en el Avispa Fukuoka.

## Clubes
| Club                   | País  | Año         |
| ---------------------- | ----- | ----------- |
| F. C. Tokyo            | Japón | 2010 - 2013 |
| Yokohama FC (cedido)   | Japón | 2010        |
| Yokohama FC (cedido)   | Japón | 2012        |
| Matsumoto Yamaga F. C. | Japón | 2013        |
| Avispa Fukuoka         | Japón | 2014 -      |